# Gregory Kelley
Pour les articles homonymes, voir Kelley.
Gregory Kelley, né le 30 octobre 1985 à Montréal, est un homme politique québécois, député de Jacques-Cartier à l'Assemblée nationale du Québec pour le Parti libéral du Québec depuis les élections générales québécoises de 2018.

## Biographie
Anglophone, Gregory Kelley naît le 30 octobre 1985 à Montréal et grandit dans la circonscription de Jacques-Cartier, représentée à l'Assemblée nationale par son père Geoffrey Kelley. Après avoir complété son diplôme d'études collégiales (DEC) au Collège John Abbott, il obtient un baccalauréat en histoire et en science politique à l’Université McGill et une maîtrise en administration publique à l’Université Queen's. Il débute en 2014 une carrière de conseiller politique auprès de différents ministères, travaillant auprès de Jean-Marc Fournier et de Kathleen Weil, ministre responsable des Relations avec les Québécois d’expression anglaise. Avant son travail au cabinet de la ministre Weil, il occupe à partir de février 2017 le rôle d'agent de liaison pour la communauté d’expression anglaise du Québec, sur nomination du premier ministre Philippe Couillard.
En août 2018, à la suite du retrait de la vie politique de son père, il est investi comme candidat dans Jacques-Cartier pour le Parti libéral du Québec dans la perspective des élections générales d'octobre. Le soir du 1er octobre, il est largement élu dans ce château-fort libéral en obtenant plus de 71 % des suffrages exprimés.
En 2022, en raison de l'accouchement de sa conjointe, la députée Marwah Rizqy, il est le premier député, en plus de Rizqy, à prêter serment en visioconférence. Le 20 octobre, il devient père d'un fils nommé Gabriel Kelley. Le 6 décembre 2022, sa conjointe et lui siègent à l'Assemblée nationale en compagnie de leur poupon, faisant d'eux les premiers parents à le faire. Au Salon bleu, Gregory Kelley est devenu le premier papa à poser une question en ayant son fils dans son porte-bébé.  

## Résultats électoraux
|                                                                                               | Nom                       | Parti                    | Nombre de voix | %      | Maj.   |
| --------------------------------------------------------------------------------------------- | ------------------------- | ------------------------ | -------------- | ------ | ------ |
|                                                                                               | Gregory Kelley (sortant)  | Libéral                  | 18 158         | 62,6 % | 14 898 |
|                                                                                               | Louis-Charles Fortier     | Conservateur             | 3 260          | 11,2 % | -      |
|                                                                                               | Rébecca Guénard-Chouinard | Coalition avenir         | 2 735          | 9,4 %  | -      |
|                                                                                               | Arthur Fischer            | Parti canadien du Québec | 1 462          | 5 %    | -      |
|                                                                                               | Marie-Ève Mathieu         | Québec solidaire         | 1 456          | 5 %    | -      |
|                                                                                               | Virginie Beaudet          | Vert                     | 1 074          | 3,7 %  | -      |
|                                                                                               | Chantal Beauregard        | Parti québécois          | 877            | 3 %    | -      |
| Total                                                                                         | Total                     | Total                    | 29 022         | 100 %  |        |
| Le taux de participation lors de l'élection était de 63,2 % et 190 bulletins ont été rejetés. |                           |                          |                |        |        |

|                                                                                               | Nom                   | Parti               | Nombre de voix | %      | Maj.   |
| --------------------------------------------------------------------------------------------- | --------------------- | ------------------- | -------------- | ------ | ------ |
|                                                                                               | Gregory Kelley        | Libéral             | 21 133         | 71,8 % | 18 389 |
|                                                                                               | Karen Hilchey         | Coalition avenir    | 2 744          | 9,3 %  | -      |
|                                                                                               | Catherine Polson      | Vert                | 1 981          | 6,7 %  | -      |
|                                                                                               | Nicolas Chatel-Launay | Québec solidaire    | 1 291          | 4,4 %  | -      |
|                                                                                               | Martine Bourgeois     | Parti québécois     | 815            | 2,8 %  | -      |
|                                                                                               | Louis-Charles Fortier | Conservateur        | 762            | 2,6 %  | -      |
|                                                                                               | France Séguin         | NPD Québec          | 555            | 1,9 %  | -      |
|                                                                                               | Teodor Daiev          | Indépendant         | 78             | 0,3 %  | -      |
|                                                                                               | Cynthia Bouchard      | Citoyens au pouvoir | 72             | 0,2 %  | -      |
| Total                                                                                         | Total                 | Total               | 29 431         | 100 %  |        |
| Le taux de participation lors de l'élection était de 65,1 % et 186 bulletins ont été rejetés. |                       |                     |                |        |        |